# Herman Kuijkstraat
De Herman Kuijkstraat is een belangrijke oost-westverbinding doorheen het centrum van Geldermalsen. De straat ligt geheel in het centrum van het dorp. Een groot gedeelte loopt over het dijklichaam van de Lingedijk.

## Geschiedenis
Naast de Rijksstraatweg is de Herman Kuijkstraat al sinds mensenheugenis een van de hoofdstraten van Geldermalsen. Midden in het centrum kruist men de Rijksstraatweg, waarmee het verkeerskundige middelpunt van Geldermalsen vorm krijgt. Voorheen heette deze straat ten oosten van deze kruising Tielscheweg, omdat dit de verbinding tussen Geldermalsen en Tiel was. Deze naam leeft nog voort in de verderop gelegen Tielerweg. Ten westen van de kruising was de weg bekend onder de naam Achterstraat, vanwege de ligging parallel aan de Kerkstraat. Aan het einde van de twintigste eeuw werd de functie van de Herman Kuijkstraat steeds belangrijker, doordat Geldermalsen flink uitbreidde en er zodoende meer verkeer afgewikkeld moest worden.

## Herman van Malsen
De naamgever van de straat is Herman Kuijk (Beusichem, 1857 - Geldermalsen, 1937). Kuijk was notaris te Geldermalsen en behoorde tot de elite van het dorp.
Een andere Herman (van) Cuijk, naar wie de straat dus formeel niet vernoemd is, is Herman van Malsen. Hij was stamvader van het geslacht Van Cuijk en werd om die reden ook wel Herman van Cuijk genoemd. Ook Geldermalsen en Meteren behoorden (deels) tot het bezit van de familie. Het dorp Geldermalsen had dus sterke banden met het Land van Cuijk en ook met het daaraan verbonden Land van Herpen, het latere Land van Ravenstein en Uden. Doordat het Brabantse Cuijk min of meer de hoofdstad van het gehele bezit van het geslacht van Cuijk genoemd kon worden (vandaar dat de nazaten van Herman van Malsen zich ook Van Cuijk noemden, in plaats van Van Malsen), waar Geldermalsen ook onder viel, is het duidelijk dat Geldermalsen ooit onder Brabants gezag heeft gestaan. Heden ten dage is Geldermalsen gelegen in de provincie Gelderland.

## Bebouwing
De Herman Kuijkstraat kenmerkt zich door de vele verschillende soorten bebouwing die de weg rijk is. Het begin van de straat ken relatief veel hoogbouw, dat in de laatste twintig jaar op deze locatie is gebouwd. Op de hoek van de Korte Kerkstraat stond tot 1996 een bekend café, maar is vanwege een brand in dat jaar afgebroken. Aan de overzijde stond ooit de verdwachterswoning van de gemeenteveldwachter. Ook hier is nu hoogbouw te vinden.
Hierna volgt de kruising met de Rijksstraatweg. Rondom deze kruising waren tot enkele tientallen jaren terug verschillende oude woningen te vinden, die gesloopt zijn omdat er meer ruimte nodig was rondom de kruising, vanwege het toenemende verkeersaanbod. Direct na de kruising, richting het oosten, zijn verschillende herenhuizen te vinden, met aan de overzijde van de straat een oud bankgebouw, dat nog steeds als zodanig dienstdoet, en een oude meubelfabriek, waar nu een warenhuis in gevestigd is. Verder naar het oosten zullen binnenkort enkele woningen gesloopt worden, zoals eerder ook al is gedaan met de naastgelegen woningen, om ruimte te creëren voor een parkeerterrein.